# Phil Coleman (cầu thủ bóng đá)
Phillip Coleman (sinh ngày 8 tháng 9 năm 1960) là một cầu thủ bóng đá người Anh thi đấu ở vị trí hậu vệ ở Football League.